# World Series of Poker 1972
De World Series of Poker 1972 werd gehouden in de Binion's Horseshoe in Las Vegas van 6 mei t/m 16 mei. Het was de 3de editie van de World Series of Poker, het grootste pokerevenement ter wereld.

## Toernooien
| Event               | Winnaar   | Prijs   |
| ------------------- | --------- | ------- |
| $10,000 5 Card Stud | Bill Boyd | $20.000 |

## Main Event
Het Main Event was het grootste toernooi van de WSOP van 1972. Het is een 10.000 dollar No-Limit Texas Hold'em toernooi. De winnaar van dit toernooi wordt gezien als de officieuze wereldkampioen poker. Er deden in totaal 8 spelers mee.

### Finaletafel
| Positie | Naam                           | Prijs   |
| ------- | ------------------------------ | ------- |
| 1       | Thomas "Amarillo Slim" Preston | $80.000 |
| 2       | Walter "Puggy" Pearson         | Geen    |
| 3       | Doyle Brunson                  | Geen    |
| 4       | Crandell Addington             | Geen    |
| 5       | Jack Straus                    | Geen    |
| 6       | Johnny Moss                    | Geen    |